# Plagiolepis capensis
Plagiolepis capensis är en myrart som beskrevs av Mayr 1865. Plagiolepis capensis ingår i släktet Plagiolepis och familjen myror. Inga underarter finns listade i Catalogue of Life.